# Paulus geneest de kreupele in Lystra
Paulus geneest de kreupele in Lystra is een schilderij van Karel Dujardin in het Rijksmuseum in Amsterdam.

## Voorstelling
Het stelt de apostel Paulus voor in de tegenwoordig Turkse stad Lystra. Hij verspreidde daar het christendom nadat hij uit het naburige Konya was verbannen. Eén van de eerste dingen die hij in Lystra deed was het genezen van een man, die al vanaf zijn geboorte verlamd was. Dit verhaal is later opgenomen in de Bijbel in het boek Handelingen van de apostelen 14:9-10.

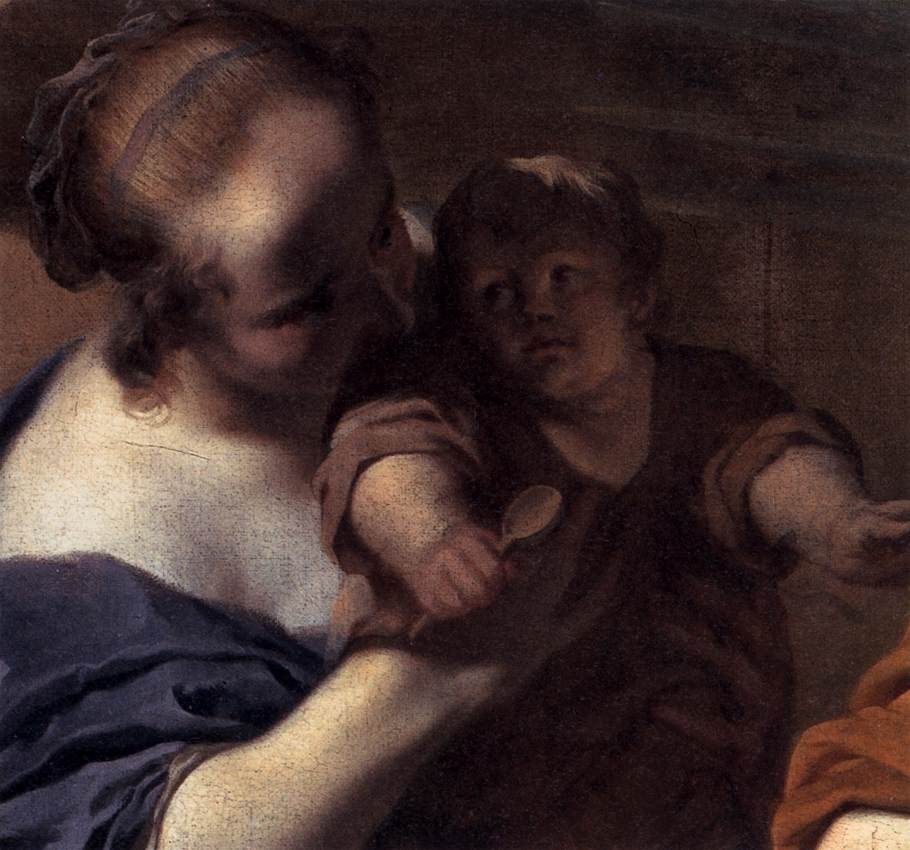
Detail.

## Toeschrijving en datering
Het werk is linksboven gesigneerd en gedateerd ‘K. du / Iardin / 1663’.

## Herkomst
Het werk werd in 1834 voor het eerst gedocumenteerd door John Smith in de verzameling van de jurist Reneke Gockinga in Groningen. Na het overlijden van zijn zoon Wolter Gockinga werd het werk op 14 augustus 1883 en volgende dagen voor ƒ 3.000 geveild bij veilinghuis Van Pappelendam & Schouten in Amsterdam. De koper, Jan Christiaan van Hattum van Ellewoutsdijk, gaf het van 1894 tot 1912 in bruikleen aan het Mauritshuis in Den Haag. Het schilderij zou tot 1987 in het bezit blijven van de familie Van Hattum van Ellewoutsdijk. Op 11 december 1987 werd het bij Christie's in Londen geveild voor £ 341.000. Van 1987 tot 1997 was het in het bezit van Barbara Piasecka Johnson in Princeton in New Jersey. Op 31 januari 1997 werd het gekocht door het Rijksmuseum tijdens een anonieme veiling bij Christie's in New York. De aankoopprijs, 442.500 dollar, werd mede bijeengebracht door de Vereniging Rembrandt.